# Dyscia conspersaria
Dyscia conspersaria är en fjärilsart som beskrevs av Ignaz Schiffermüller. Dyscia conspersaria ingår i släktet Dyscia och familjen mätare. Inga underarter finns listade i Catalogue of Life.